# Gyertyánfajok listája
A gyertyán (Carpinus) a bükkfavirágúak (Fagales) rendjébe, ezen belül a nyírfafélék (Betulaceae) családjába tartozó nemzetség.

## Rendszerezés
A nemzetségbe az alábbi 42 élő faj, 1 fosszilis faj és 1 hibrid tartozik:
- közönséges gyertyán (Carpinus betulus) L., 1753 – típusfaj
- amerikai gyertyán (Carpinus caroliniana) Walter
- Carpinus chuniana Hu
- szívlevelű gyertyán (Carpinus cordata) Blume
- Carpinus dayongiana K.W.Liu & Q.Z.Lin
- Carpinus faginea Lindl.
- Carpinus fangiana Hu
- Carpinus fargesiana H.J.P.Winkl.
- Carpinus firmifolia (H.J.P.Winkl.) Hu
- Carpinus hebestroma Yamam.
- Carpinus henryana (H.J.P.Winkl.) H.J.P.Winkl.
- Carpinus insularis N.H.Xia, K.S.Pang & Y.H.Tong
- japán gyertyán (Carpinus japonica) Blume
- Carpinus kawakamii Hayata
- Carpinus kweichowensis Hu
- Carpinus langaoensis Z.Qiang Lu & J.Quan Liu
- Carpinus laxiflora (Siebold & Zucc.) Blume
- Carpinus lipoensis Y.K.Li
- Carpinus londoniana H.J.P.Winkl.
- Carpinus luochengensis J.Y.Liang
- Carpinus mengshanensis S.B.Liang & F.Z.Zhao
- Carpinus microphylla Z.C.Chen ex Y.S.Wang & J.P.Huang
- Carpinus mollicoma Hu
- Carpinus monbeigiana Hand.-Mazz.
- Carpinus omeiensis Hu & W.P.Fang
- keleti gyertyán (Carpinus orientalis) Mill.
- Carpinus paohsingensis W.Y.Hsia
- †Carpinus perryae Pigg, Manchester & Wehr, 2003 – késő Ypres-i korszak
- Carpinus polyneura Franch.
- Carpinus pubescens Burkill
- Carpinus purpurinervis Hu
- Carpinus putoensis W.C.Cheng
- Carpinus rankanensis Hayata
- Carpinus rupestris A.Camus
- Carpinus × schuschaensis H.J.P.Winkl.
- Carpinus shensiensis Hu
- Carpinus shimenensis C.J.Qi
- Carpinus tibetana Z.Qiang Lu & J.Quan Liu
- Carpinus tientaiensis W.C.Cheng
- Carpinus tropicalis (Donn.Sm.) Lundell
- Carpinus tsaiana Hu
- Carpinus tschonoskii Maxim.
- Carpinus turczaninovii Hance
- Carpinus viminea Lindl. ex Wall.